# Boklotteriets stipendiater 1951
Boklotteriets stipendiater 1951
Boklotteriet startade 1948 på initiativ av författaren Carl-Emil Englund. Överskottet för Boklotteriet 1950 blev cirka 70 000 kronor. Antalet lotter för Boklotteriet 1950 var 200 000. På våren 1951 var det dags att utse stipendiater.
Följande författare belönades med stipendier våren 1951:

## 5000 kronor
- Bengt Anderberg
- Ebba Lindqvist

## 2000 kronor
- Werner Aspenström
- Harald Beijer
- Stig Dagerman
- Mårten Edlund
- Emilia Fogelklou-Norlind
- Jan Gehlin
- Björn-Erik Höijer
- John Karlzén
- Arnold Ljungdal
- Sven Rosendahl
- Peder Sjögren
- Ragnar Thoursie
- Tore Zetterholm

## 1000 kronor
- Sture Axelsson
- Allan Eriksson
- Hjalmar Eriksson
- Harald Forss
- Olov Hartman
- Hans Hergin
- Ella Hillbäck
- Owe Husáhr
- Erland Josephson
- Paul Lundh
- Eva Malmquist
- Bertil Schütt
- Bengt Söderbergh

## Kritikernas stipendium till författare 2000 kronor
- Stig Carlson

## Översättarstipendium 2000 kronor
- Karin de Laval

## Journaliststipendium 1250 kronor
- Nils Beyer
- Ragnar Oldberg

Boklotteriets stipendiater finns angivna i
- 1949 Boklotteriets stipendiater 1949
- 1950 Boklotteriets stipendiater 1950
- 1951 Boklotteriets stipendiater 1951
- 1952 Boklotteriets stipendiater 1952
- 1953 Boklotteriets stipendiater 1953
- 1954 Boklotteriets stipendiater 1954
- 1955 Boklotteriets stipendiater 1955
- 1956 Boklotteriets stipendiater 1956
- 1957 Boklotteriets stipendiater 1957
- 1958 Boklotteriets stipendiater 1958
- 1959 Boklotteriets stipendiater 1959
- 1960 Boklotteriets stipendiater 1960
- 1961 Boklotteriets stipendiater 1961
- 1962 Boklotteriets stipendiater 1962
- 1963 Boklotteriets stipendiater 1963
- 1964 Boklotteriets stipendiater 1964
- 1965 Litteraturfrämjandets stipendiater 1965
- 1966 Litteraturfrämjandets stipendiater 1966
- 1967 Litteraturfrämjandets stipendiater 1967
- 1968 Litteraturfrämjandets stipendiater 1968
- 1969 Litteraturfrämjandets stipendiater 1969
- 1970 Litteraturfrämjandets stipendiater 1970
- 1971 Litteraturfrämjandets stipendiater 1971
- 1972 Litteraturfrämjandets stipendiater 1972